# RTECS
Регистр токсических эффектов химических соединений (RTECS) — база данных по токсичности веществ, основанная на открытой научной литературе. До 2001 года поддерживалась Национальным институтом охраны труда (NIOSH, США) и находилась в свободном доступе. В настоящее время поддерживается частной компанией Symyx Technologies и является платным ресурсом. Для 646 часто используемых в промышленности вредных веществ, внесённых в справочник, сохранён бесплатный доступ (обновление информации ~2009г).

## Содержание
В базе имеется 6 видов информации о токсичности веществ:
1. Первичное воздействие
2. Мутагенное воздействие
3. Влияние на репродуктивную функцию
4. Онкогенное воздействие
5. Сильная токсичность
6. Другие виды токсичности

Приводятся некоторые численные данные о токсичности, такие как доза 50 % летальности, концентрация 50 % летальности, минимальная опубликованная токсичная доза, минимальная опубликованная токсичная концентрация, а также подопытные животные и методика измерения. Для всех данных приводятся библиографические источники.
Подробное описание базы данных приводится в документе NIOSH.

## История
Работа по созданию RTECS была инициирована Конгрессом США при принятии Закона об охране труда (1970). Первое издание, известное как «Toxic Substances List» было опубликовано 28 июня 1971 года и включало токсикологические данные по 5000 веществ. Позднее название списка было изменено на «Registry of Toxic Effects of Chemical Substances». В январе 2001 года база содержала 152 970 химикатов. В декабре 2001 года RTECS была передана частной компании Elsevier MDL. В 2007 году MDL вместе с правами на RTECS была куплена компанией Symix. В настоящее время база находится в платном доступе на условиях подписки.
RTECS доступна на английском, французском и испанском языках в Канадском центре профессиональной безопасности. База распространяется в Интернет и Интранет-вариантах, а также на компакт-дисках. Распространением базы занимаются также NISC (National Information Services Corporation) и ExPub (Expert Publishing, LLC).